# Air Hawks
Air Hawks (titlu original: Air Hawks) este un film SF american din 1935 regizat de Albert S. Rogell. În rolurile principale joacă actorii Ralph Bellamy, Tala Birell, Wiley Post.

## Distribuție
- Ralph Bellamy ca Barry Eldon
- Tala Birrell ca Renee Dupont
- Wiley Post în rolul său
- Douglas Dumbrille ca Victor Arnold
- Robert Allen ca Lewis
- Billie Seward ca Mona
- Victor Kilian ca "Tiny" Davis
- Robert Middlemass ca Martin Drewen
- Geneva Mitchell ca Gertie
- Wyrley Birch ca Holden